# 英格蘭和威爾斯的天主教會

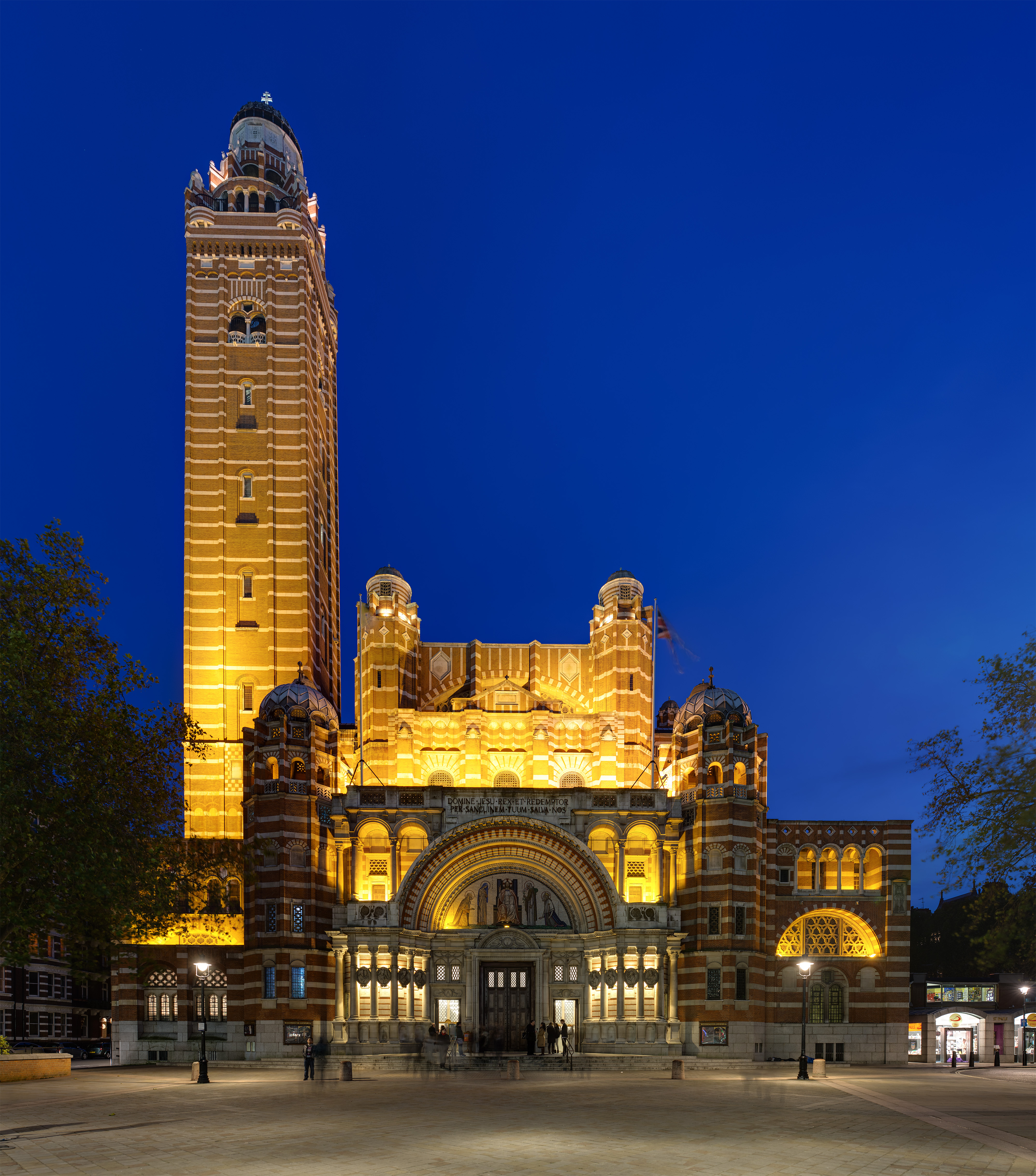
西敏主教座堂

英格蘭和威爾斯的天主教會（英語：Catholic Church in England and Wales）是天主教會的一部分，其歷史開始於6世紀時教宗額我略一世通過本篤會派坎特伯雷的奧古斯丁在英格蘭傳教。據2001年英國人口普查，英格蘭和威爾斯有天主教徒約420萬人，佔其人口的8%。1901年時，這一比例是4.8%。1981年時，這一比例是8.7%。

## 外部連結
- The Catholic Church in England and Wales
- English Catholic History Association （页面存档备份，存于）
- The Catholic Record Society
- Directory of Catholic Churches, Schools, Dioceses, Religious Houses, Chaplaincies and Organisations in England and Wales （页面存档备份，存于）
- Taking Stock: Catholic Churches
- Who Were the Nuns? （页面存档备份，存于）